# Brankovics Lázár szerb despota
II. Brankovics Lázár (szerbül: Лазар Бранковић), (1421 vagy 1426 – 1458. január 20.) szerb despota 1456-tól haláláig.
Édesapját, Brankovics Györgyöt követte a trónon. Unokaöccse II. Mehmed oszmán szultán volt (Brankovics Mara, Lázár leánytestvére volt az édesanyja a török uralkodónak). Elismerte a török fennhatóságot és évi 40 000 arany adót fizetett, így a török magát tekintette Szerbia igazi urának. Lázár 1458-ban fiúutód nélkül hunyt el.